# Jürgen Schrempp
Jürgen Schrempp, född 15 september 1944 i Freiburg im Breisgau, tysk företagsledare, styrelseordförande för Daimler AG (Daimler-Benz, DaimlerChrysler) 1995-2005. 
Schrempp började sin utbildning som mekaniker vid Daimler-Benz och studerade sedan vid ingenjörsskolan i Offenburg. 1967 tog han examen och återanställdes vid Daimler-Benz. 1974-1987 var han verksam vid Mercedes-Benz of South Africa förutom 1982-1984 då han var med och sanerade Euclid Trucks i USA. 1989 blev han chef för DASA och drev igenom stora besparingar och 16 000 anställda avskedades. Han var även ansvarig för det förlustbringade köpet av Fokker. 
När Edzard Reuter avgick som styrelseordförande för Daimler-Benz 1995 tog Schrempp över och lämnade idén om en diversifierad högteknologikoncern för att koncentrera sig på fordonsindustrin. Schrempp var en av de som drev igenom fusionen mellan Daimler-Benz och Chrysler till DaimlerChrysler 1998. Koncernen gick även in i Mitsubishi Motors men samarbetet fungerade aldrig och Schrempp fick offentlig kritik. Fusionen med Chrysler upplöstes 2007 och aktierna i Mitsubishi såldes.
2005 lämnade han posten som styrelseordförande för DaimlerChrysler och efterträddes av Dieter Zetsche.  